# トヨタ自動車工業サッカー部
トヨタ自動車工業サッカー部（とよたじどうしゃこうぎょうサッカーぶ）は、かつて存在した日本のサッカーチーム。トヨタ自動車工業のサッカー部として1939年に創部され、1983年にトヨタ自動車工業がトヨタ自動車販売と合併しトヨタ自動車が誕生した事に伴い「トヨタ自動車サッカー部」に改称された。呼称はトヨタ。日本プロサッカーリーグ（Jリーグ）に加盟する名古屋グランパスエイトの母体となったクラブである。

## 概要
1939年に創部。1961年に国体に出場し、優勝を果たした。1966年に東海社会人サッカーリーグが創設されると同時に参加して無敗で優勝し、初代王者となった。また、全国社会人サッカー選手権大会（全社）に初出場し、初戦でマツダオート広島サッカー部を破って大会初勝利も飾った。全社は1971年の大会まで連続出場して1968年と1970年に優勝、1967年に準優勝の成績を残した。
1973年から1977年まで日本サッカーリーグ（JSL）1部に連続で在籍したが、1977年シーズンに81失点を喫している。
かつては、愛知県を本拠としていた が、最終的な所在地は静岡県裾野市に置いた。しかしながら、晩年にも愛知県内（瑞穂、豊田など）でもホームゲームを開催している。
1988年にはジーコの獲得を目指し、条件面など入団交渉をしていたが、獲得には至らなかった。1990年にJリーグ参加へのヒアリング調査が行われた際、他の自動車メーカーのクラブ（マツダ、三菱自工、日産自動車、本田技研）と比較しても2部から昇格したばかりであった事もあり、時期尚早として参加を見送る予定であった。
そこで東京本社の総務部長で愛知県サッカー協会技術委員長であった西垣成美が奔走し、この決定を覆す事に成功した。これには県サッカー協会による署名活動や地元メディアと連携し運動を盛り上げた事も後押しとなった。
またトヨタが掲げた企業メセナ（企業が資金を提供して文化・芸術活動を支援する）の思想もあって、社長の豊田章一郎は、Jリーグの掲げた「設立5年以内を目処にクラブ名から企業名を外す」という考えに賛同。「どうせやるなら、トヨタのトの字も出すな」と決断し、これに追随する様に住金、マツダも外す事になった。そしてトヨタ単独の参加でなく中部圏の有力企業を結集させ名古屋グランパスエイトが誕生した。
この勢いもあって1990-1991シーズンのJSLではジョルジーニョらを擁し5位に躍進。翌1991-1992シーズンのコニカカップの決勝戦で本田技研を破り、初優勝を果たした。

## 略歴
- 1939年 創部
- 1943年 戦況の悪化に伴い一時休部
- 1946年 活動再開
- 1966年 東海リーグの創設により参加、初優勝。全国社会人サッカー選手権大会（全社）に初出場。
- 1968年 全社で初優勝。
- 1968年 国体で優勝。
- 1970年 全社で2度目の優勝。
- 1972年 JSL2部昇格、天皇杯に初出場（以降Jリーグ発足まで計15回出場）
- 1973年 JSL1部昇格
- 1978年 JSL2部降格
- 1983年 トヨタ自動車サッカー部に改称
- 1987年 JSL1部昇格
- 1988年 JSL2部降格
- 1990年 JSL1部昇格
- 1991年 第2回コニカカップで優勝。

## タイトル

### リーグ戦
- JSL2部：1回
  - 1972年
- 東海社会人サッカーリーグ1部：3回
  - 1966年、1970年、1971年

### カップ戦
- コニカカップ：1回
  - 1991年
- 全国社会人サッカー選手権大会：2回
  - 1968年、1970年
- 国体：1回
  - 1968年

## 戦績
| 年度       | カテゴリ   | 順位       | 試合       | 勝点       | 勝  | 分 | 敗  | 得  | 失  | 差   | 備考                                            | JSL杯     | 天皇杯       | 監督               |
| ---------- | ---------- | ---------- | ---------- | ---------- | --- | -- | --- | --- | --- | ---- | ----------------------------------------------- | --------- | ------------ | ------------------ |
| 1966       | 東海       | 優勝       | 7          | 13         | 6   | 1  | 0   | 25  | 1   | +24  |                                                 | -         | 地区予選敗退 | 志治達朗           |
| 1967       | 東海       | 2位        | 7          | 11         | 5   | 1  | 1   | 17  | 6   | +11  |                                                 | -         | 地区予選敗退 | 志治達朗           |
| 1968       | 東海       | 3位        | 7          | 10         | 5   | 0  | 2   | 28  | 5   | +23  |                                                 | -         | 地区予選敗退 | 志治達朗           |
| 1969       | 東海       | 2位        | 7          | 11         | 5   | 1  | 1   | 22  | 2   | +20  |                                                 | -         | 地区予選敗退 | 志治達朗           |
| 1970       | 東海       | 優勝       | 14         | 28         | 14  | 0  | 0   | 46  | 7   | +39  |                                                 | -         | 地区予選敗退 | 志治達朗           |
| 1971       | 東海       | 優勝       | 14         | 26         | 12  | 2  | 0   | 50  | 9   | +41  |                                                 | -         | 地区予選敗退 | 志治達朗           |
| 1972       | JSL2部     | 優勝       | 18         | 30         | 13  | 4  | 1   | 34  | 16  | +18  | ※勝点：1勝2点 1分1点                            | -         | 2回戦敗退    | 志治達朗           |
| 1973       | JSL1部     | 7位        | 18         | 15         | 5   | 5  | 8   | 22  | 31  | -9   |                                                 | -         | 3回戦敗退    | 志治達朗           |
| 1974       | JSL1部     | 10位       | 18         | 8          | 3   | 2  | 13  | 8   | 36  | -28  |                                                 | -         | ベスト8      | 志治達朗           |
| 1975       | JSL1部     | 10位       | 18         | 3          | 0   | 3  | 15  | 17  | 64  | -47  |                                                 | -         | 2回戦敗退    | 小沢正宏           |
| 1976       | JSL1部     | 10位       | 18         | 3          | 1   | 1  | 16  | 10  | 58  | -48  |                                                 | ベスト8   | 2回戦敗退    | 小沢正宏           |
| 1977       | JSL1部     | 10位       | 18         | 4          | 1   | 0  | 17  | 11  | 81  | -70  | ※勝点：1勝4点                                   | GL敗退    | 1回戦敗退    | 小沢正宏           |
| 1978       | JSL2部     | 9位        | 18         | 22         | 5   | 1  | 12  | 26  | 42  | -16  | 1PK勝(2) 0PK敗(1)                               | GL敗退    | 1回戦敗退    | 曾我見健二         |
| 1979       | JSL2部     | 7位        | 18         | 28         | 5   | 5  | 8   | 21  | 29  | -8   | 3PK勝(2) 2PK敗(1)                               | ベスト8   | 1回戦敗退    | 曾我見健二         |
| 1980       | JSL2部     | 5位        | 18         | 18         | 7   | 4  | 7   | 29  | 34  | -5   | ※勝点：1勝2点 1分1点                            | 2回戦敗退 | 地区予選敗退 | 曾我見健二         |
| 1981       | JSL2部     | 6位        | 18         | 16         | 6   | 4  | 8   | 33  | 30  | +3   |                                                 | 2回戦敗退 | 2回戦敗退    | 曾我見健二         |
| 1982       | JSL2部     | 6位        | 18         | 14         | 6   | 2  | 10  | 19  | 26  | -7   |                                                 | 2回戦敗退 | 地区予選敗退 | 曾我見健二         |
| 1983       | JSL2部     | 5位        | 18         | 19         | 7   | 5  | 6   | 23  | 30  | -7   |                                                 | ベスト8   | 地区予選敗退 | 曾我見健二         |
| 1984       | JSL2部     | 8位        | 18         | 13         | 4   | 5  | 9   | 24  | 31  | -7   |                                                 | 1回戦敗退 | 1回戦敗退    | 曾我見健二         |
| 1985       | JSL2部     | 東1位      | 10         | 17         | 8   | 1  | 1   | 23  | 6   | +17  | 東西6チームの上位3チーム ずつが上位リーグに参加 | 2回戦敗退 | ベスト4      | 曾我見健二         |
| 1985       | JSL2部     | 上6位      | 10         | 2          | 0   | 2  | 8   | 10  | 34  | -24  | 東西6チームの上位3チーム ずつが上位リーグに参加 | 2回戦敗退 | ベスト4      | 曾我見健二         |
| 1986-87    | JSL2部     | 西2位      | 14         | 20         | 9   | 2  | 3   | 33  | 15  | +18  | 東西8チームの上位4チーム ずつが上位リーグに参加 | 1回戦敗退 | 1回戦敗退    | 曾我見健二         |
| 1986-87    | JSL2部     | 上2位      | 14         | 16         | 6   | 4  | 4   | 19  | 12  | +7   | 東西8チームの上位4チーム ずつが上位リーグに参加 | 1回戦敗退 | 1回戦敗退    | 曾我見健二         |
| 1987-88    | JSL1部     | 12位       | 22         | 11         | 3   | 5  | 14  | 10  | 36  | -26  |                                                 | 1回戦敗退 | 2回戦敗退    | 泉政伸→ 曾我見健二 |
| 1988-89    | JSL2部     | 西2位      | 14         | 21         | 8   | 5  | 1   | 27  | 8   | +19  | 東西8チームの上位4チーム ずつが上位リーグに参加 | 2回戦敗退 | 2回戦敗退    | 曾我見健二         |
| 1988-89    | JSL2部     | 上6位      | 14         | 12         | 3   | 6  | 5   | 18  | 18  | 0    | 東西8チームの上位4チーム ずつが上位リーグに参加 | 2回戦敗退 | 2回戦敗退    | 曾我見健二         |
| 1989-90    | JSL2部     | 2位        | 30         | 69         | 22  | 3  | 5   | 84  | 26  | +58  |                                                 | ベスト8   | 地区予選敗退 | 曾我見健二         |
| 1990-91    | JSL1部     | 5位        | 22         | 30         | 7   | 9  | 6   | 26  | 27  | -1   |                                                 | 2回戦敗退 | 地区予選敗退 | 曾我見健二         |
| 1991-92    | JSL1部     | 12位       | 22         | 20         | 4   | 8  | 10  | 24  | 30  | -6   |                                                 | 2回戦敗退 | 2回戦敗退    | 曾我見健二         |
| JSL1部合計 | JSL1部合計 | JSL1部合計 | JSL1部合計 | JSL1部合計 | 24  | 33 | 99  | 128 | 363 | -235 |                                                 |           |              |                    |
| JSL2部合計 | JSL2部合計 | JSL2部合計 | JSL2部合計 | JSL2部合計 | 109 | 53 | 88  | 423 | 357 | +66  |                                                 |           |              |                    |
| 合計       | 合計       | 合計       | 合計       | 合計       | 133 | 86 | 187 | 551 | 720 | -169 |                                                 |           |              |                    |

## エピソード
Jリーグに移行する前は静岡県裾野市の東富士研究所を拠点としていたが、1992年にプロ契約選手はトヨタをメインスポンサーとしたJリーグの名古屋グランパスエイトに、プロ契約をせずに社業に残る選手についてはトヨタ自動車東富士FC（1993年に廃部）に振分けられた。
創設時のグランパスに所属した選手は前所属チームに「トヨタ」と表記されているため、チーム本体を移管したのではなく所属選手を新チーム（名古屋グランパスエイト）へ移籍という形式をとったとみられる。また、名古屋グランパスエイトとなって以降、Jリーグオフィシャルの出版物でもトヨタ時代の沿革は記されていないが、天皇杯の出場回数はトヨタ時代からカウントされている。

## 歴代監督
- 大谷恭一 1939-1949
- 神田新一 1950-1952
- 稲川達 1953-1956
- 松本闊 1957-1962
- 山口日出夫 1963-1964
- 志治達朗 1965-1974
- 小沢正弘 1975-1977
- 曾我見健二 1978-1986、1988
- 泉政伸 1987

## トヨタ自動車工業サッカー部に所属した主な選手
- 築舘範男 (1979-1988)
- 佐藤辰男 (1977-1992)
- 平沢政輝 (1988-1992)
- 東泰 (1986-1992)
- 行徳浩二 (1989-1992)
- 藤川久孝 (1987-1994)
- 江川重光 (1991-1994)
- ジョルジーニョ (1990-1994)
- 浅野哲也 (1987-1994)
- 沢入重雄 (1986-1995)
- 小川誠一 (1989-2000)
- クリシューマ (1991-1992)